# Verapamil
Verapamil ist ein Arzneistoff aus der Gruppe der Calciumantagonisten oder Calciumkanalblocker, der gefäßerweiternd und im AV-Knoten des Herzens leitungsverzögernd wirkt. Verapamil gehört zur Klasse IV der Vaughan/Williams-Klassifikation der Antiarrhythmika und zählt zu den Phenylalkylaminen. Es wird eingesetzt zur Behandlung:
- der koronaren Herzkrankheit,
- von Störungen der Herzschlagfolge (Arrhythmie),
- des Bluthochdrucks,
- von Cluster-Kopfschmerz (Off-Label-Use)[5] und
- der hypertrophen Kardiomyopathie (Off-Label-Use).

Seit 1983 wird Verapamil in der Liste der unentbehrlichen Arzneimittel der Weltgesundheitsorganisation geführt. Pharmazeutisch wird der Wirkstoff als Verapamilhydrochlorid eingesetzt.

## Geschichte
Um 1960 begann die Firma Knoll AG mit der Forschung nach einer neuen Substanz, die die Herzkranzarterien weitstellt und so Durchblutung des Herzmuskels verbessert. Als Ausgangssubstanz verwendete sie dafür Papaverin, dessen Wirkung schon bekannt war. Daraus entwickelte Ferdinand Dengel eine Gruppe ähnlicher Verbindungen. Aus dieser wählte er final die Substanz D 365 aus, die heutzutage als Verapamil bekannt ist. In verschiedenen Untersuchungen belegten Hans Haas (1907–1996) und G. Härtfelder erstmals, dass Verapamil tatsächlich, wie gewünscht, die Herzkranzgefäße weitstellt. Darüber hinaus konnte eine Verlangsamung des Herzschlags festgestellt werden. Allerdings gab es zu dieser Zeit kein Wissen über den genauen Wirkmechanismus. Aufgrund der Senkung der Herzfrequenz vermutete man eine β-rezeptorblockierende Wirkung, ohne dass es einen klaren Beleg dafür gab, und in der Folge kam es zu heftigen Diskussionen über das therapeutische Wirkprinzip. In dieser Situation war aber das Mittel unter dem Handelsnamen Isoptin bereits auf den westdeutschen Markt gelangt, der wirtschaftliche Erfolg blieb jedoch angesichts der bestehenden Unklarheiten zunächst weitgehend aus. So beauftragten die Firmen Knoll und Hoechst noch im November desselben Jahres Albrecht Fleckenstein damit, die beiden Substanzen Verapamil und Prenylamin  auf ihren spezifischen Wirkmechanismus hin zu untersuchen. 1964 entdeckte Fleckenstein, dass die Substanzen nach einem bis dato unbekannten Mechanismus den Einstrom von Calcium-Ionen in die Herzmuskelzellen hemmen, indem sie deren spezifische Kanäle blockieren. Dies war die Geburtsstunde der Calciumantagonisten, die man auch anschaulich Kalziumkanalblocker nennt. 1967 grenzte Fleckenstein die Substanzen Verapamil (Isoptin) und Gallopamil (Procorum) deutlich von den Betablockern ab und ordnete sie in die neue Substanzklasse ein, die 1969 offiziell zu ihrem Namen kam.

## Anwendung
Bei Patienten mit koronarer Herzkrankheit wird Verapamil bei chronisch stabiler Angina pectoris, bei instabiler Angina pectoris und insbesondere bei vasospastischer Angina pectoris (Prinzmetal-Angina) eingesetzt, bei Patienten nach einem Herzinfarkt nur, wenn keine Herzinsuffizienz besteht und Betablocker nicht indiziert sind.
Als Antiarrhythmikum zur Behandlung von Herzrhythmusstörungen kann Verapamil vorbeugend gegen paroxysmale supraventrikuläre Tachykardien über mindestens zwei Minuten bei Erwachsenen zur Verlangsamung der Pulsfrequenz bei Vorhofflimmern und Vorhofflattern mit erhöhter Kammerfrequenz verordnet werden.
Darüber hinaus wird Verapamil als Prophylaxe bei Cluster-Kopfschmerz eingesetzt. Da eine vergleichbar hohe Dosierung für die Unterdrückung von Cluster-Kopfschmerz-Attacken erforderlich ist, wird eine regelmäßige EKG-Überprüfung empfohlen.
Seltener wird Verapamil ausschließlich zur Senkung des Blutdrucks bei arterieller Hypertonie verwendet.
Zur Behandlung der Induratio penis plastica (IPP) wird Verapamil in die Schwellkörper des Penis eingespritzt; eine Zulassung hierfür liegt nicht vor (Off-Label-Use). In kleineren Doppelblindstudien war der Effekt gering. Eine Studie zeigte eine günstige Wirkung bezüglich der Schmerzsymptomatik, die sich nicht von der Vergleichsbehandlung mit extrakorporalen Stoßwellen unterschied, keine Verbesserung gab es bei IPP-Plaques und Deviation.

## Gegenanzeigen und Warnhinweise
Verapamil darf nicht angewandt werden bei Schock, akutem Herzinfarkt mit Komplikationen wie Bradykardie, Hypotonie oder Linksherzinsuffizienz, ausgeprägten Erregungsleitungsstörungen wie SA- oder AV-Block II. und III. Grades, Sinusknotensyndrom, manifester Herzinsuffizienz, Vorhofflimmern bzw. -flattern bei WPW-Syndrom, bei bekannter Überempfindlichkeit gegenüber Verapamil sowie in den ersten sechs Monaten der Schwangerschaft. Die zusätzliche Einnahme von Betablockern (z. B. Bisoprolol) ist bei Einnahme von Verapamil kontraindiziert, da dies einen AV-Block verursachen kann.
Eine sorgfältige Überwachung ist bei AV-Block I. Grades, Hypotonie (systolisch < 90 mmHg), Bradykardie (Puls < 50 Schläge pro Minute), stark eingeschränkter Leberfunktion, Myasthenia gravis, Lambert-Eaton-Syndrom und fortgeschrittener Duchenne-Muskeldystrophie erforderlich.
Im letzten Drittel der Schwangerschaft darf Verapamil nur unter strenger Abwägung von Nutzen und Risiko eingesetzt werden. Da es in die Muttermilch übergeht, sollte es auch in der Stillzeit nicht eingenommen werden.
Grapefruitinhaltsstoffe können den Blutplasmaspiegel von Verapamil durch Hemmung des First-Pass-Effektes erhöhen, so dass vom Genuss dieser Früchte bei gleichzeitiger Verapamiltherapie abgeraten wird. Harntreibende Arzneimittel (Wassertabletten, Diuretika) verstärken den blutdrucksenkenden Effekt. Bei gleichzeitiger Anwendung von Verapamil und HMG-CoA-Reduktase-Hemmern (beispielsweise Simvastatin) in höheren Dosen ist das Risiko einer Myopathie/Rhabdomyolyse erhöht.  Bei Rauchern wurden gegenüber Nichtrauchern um ca. 25 % reduzierte Verapamil-Blutplasmawerte festgestellt.
Verapamil hat Wechselwirkungen mit vielen Medikamenten, weil es Cytochrom P450 3A4 und P-Glykoprotein hemmt. Es wird selbst über Cytochrom P450 3A4 abgebaut.

## Stereoisomerie
Verapamil ist chiral, enthält also ein Stereozentrum. Es gibt somit zwei Enantiomere, die (R)-Form, Dexverapamil, und die (S)-Form.
Die Handelspräparate enthalten Verapamilhydrochlorid als Racemat (1:1-Gemisch der Enantiomere).

## Synthese
Eine Zusammenfassung der Synthesen für Verapamil, ausgehend von 3,4-Dimethoxyphenylacetonitril  und 2-Chlorpropan, ist in einem Übersichtsartikel beschrieben. Eine Vielzahl von Quellen steht für die Ausgangsmaterialien 3,4-Dimethoxyphenylacetonitril und N-Methylhomoveratrylamin zur Verfügung. Zur Synthese der Endstufe Verapamil wird das in der Naturstoffsynthese bewährte Prinzip der konvergenten Synthese angewandt, d. h. zwei größere Bausteine werden zur Endstufe verknüpft. Die Kopplung  der Bausteine erfolgt nach drei Strategien:

1.) N-Alkylierung  von N-Methyl-homoveratrylamin  der Formel (I) mit einem Alkylchlorid der Formel (II):
Dieser Weg wurde von den Erfindern auch zur Synthese von chiralem Verapamil angemeldet.

Synthese von Verapamil via N-Alkylierung
2.) Reduktive Alkylierung:
Patentanmeldungen für die Umsetzung vom 5-Methylaminovaleronitril-derivat  der Formel (III) mit 3,4-Dimethoxy-phenylacetaldehyd der Formel (IV) wurden 1973 eingereicht, für N-Methyl-homoveratrylamin der Formel (I) mit einem Hexanal-Derivat der Formel (V) 1982 und für die Hydrierung eines Glutaronitrilderivats der Formel (VI), das über  eine Cyanethylierung mit Methoxypropionitril gewonnen wird, in Gegenwart von Homoveratrylamin der Formel (I) 1984.

3.) Aufbau des quaternären Kohlenstoffatoms durch C-Alkylierung:
Hierzu werden starke Hilfsbasen benötigt. Isopropyl-homoveratronitril der Formel (VIII) wird durch 3-Chlorpropylamin der Formel (IX) in Gegenwart von Natriumamid alkyliert. Unter Phasentransferkatalyse mit pulverisiertem Kaliumhydroxid soll die C-Alkylierung auch gelingen .
Verbesserte Isolations- und Reinigungsmethoden wurden von zwei Arbeitskreisen 1993 und 2016 beansprucht.

Synthese von Verapamil via C-Alkylierung

## Handelsnamen (Auswahl)
Monopräparate
Isoptin (D, A, CH), Veragamma (D), Vera-Lich (D), Veramex (D), Veranorm (D), Verapabene (A), Verasal (D)
Kombinationspräparate

- mit Trandolapril: Tarka (D, CH)
- mit Hydrochlorothiazid und Triamteren: Veratide (D)

## Externe Links zu erwähnten Verbindungen
1. ↑  Externe Identifikatoren von bzw. Datenbank-Links zu Prenylamin:  CAS-Nr.: 13822-06-5, PubChem: 166921, Wikidata: Q72439279.
2. ↑  Externe Identifikatoren von bzw. Datenbank-Links zu Dexverapamil:  CAS-Nr.: 38321-02-7, EG-Nr.: 253-878-4, ECHA-InfoCard: 100.048.963, PubChem: 65808, ChemSpider: 59223, DrugBank: DB14063, Wikidata: Q27147324.
3. ↑  Externe Identifikatoren von bzw. Datenbank-Links zu (S)-Verapamil:  CAS-Nr.: 36622-29-4, EG-Nr.: 253-133-3, ECHA-InfoCard: 100.048.287, PubChem: 92305, ChemSpider: 83336, Wikidata: Q27147328.
4. ↑  Externe Identifikatoren von bzw. Datenbank-Links zu 3,4-Dimethoxyphenylacetonitril:  CAS-Nr.: 93-17-4, EG-Nr.: 202-225-1, ECHA-InfoCard: 100.002.024, GESTIS: 30500, PubChem: 66727, ChemSpider: 60093, Wikidata: Q27263471.
5. ↑  Externe Identifikatoren von bzw. Datenbank-Links zu N-Methylhomoveratrylamin:  CAS-Nr.: 3490-06-0, EG-Nr.: 222-483-9, ECHA-InfoCard: 100.020.441, PubChem: 77039, ChemSpider: 69485, Wikidata: Q27262167.